# Washington National Cathedral
Cathedral Church of Saint Peter and Saint Paul in the City and Diocese of Washington, som också är känd som Washington National Cathedral, är en biskopskatedral inom Amerikanska Episkopalkyrkan som finns i Washington, D.C., USA:s huvudstad. Den finns med på listan över historiska platser s.k. National Register of Historic Places. År 2007 röstades den fram som en av de tre vackraste byggnaderna i USA efter en undersökning av American Institute of Architects. Började byggas 1907 och redan 1912 öppnades den ännu icke-färdigbyggda katedralen för tjänst. Katedralen var färdigbyggd först 1990. Katedralen är rikligt dekorerad; bland dess mer udda utsmyckningar är en grotesk av Darth Vader på dess nordvästra torn.

## Kända personer begravda i Washington National Cathedral
- Larz Anderson, ambassadör och affärsman
- George Dewey, amiral
- Cordell Hull, senator och utrikesminister, mottagare av Nobels fredspris 1945
- Helen Keller, författare och aktivist
- Frank Kellogg, senator och utrikesminister, mottagare av Nobels fredspris 1929
- John Wesley Snyder, finansminister
- Anne Sullivan, Helen Kellers lärare, första kvinnan begravd i Washington National Cathedral
- Stuart Symington, flygvapenminister och senator
- Edith Wilson, presidentfru
- Woodrow Wilson, president, mottagare av Nobels fredspris 1919

## Galleri

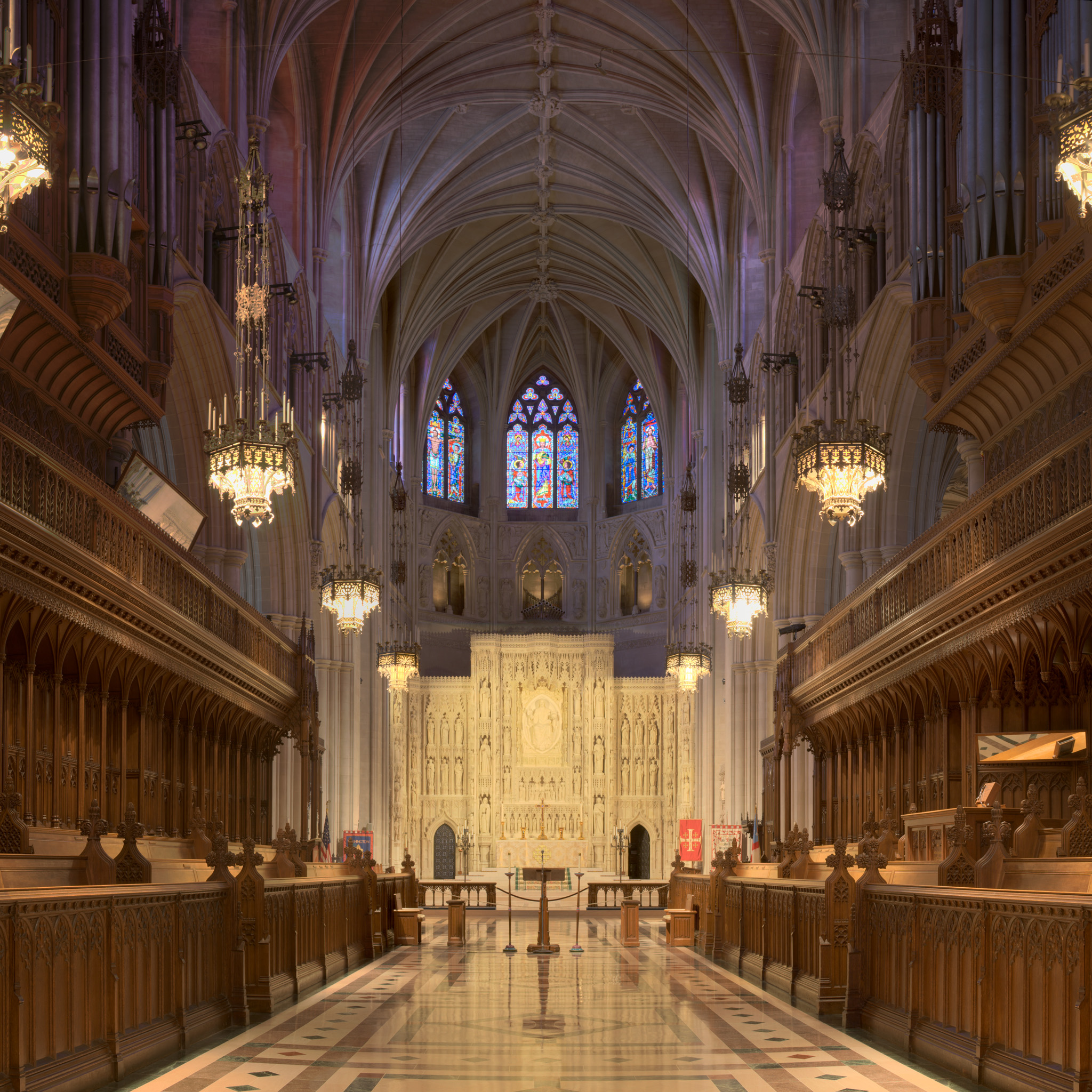
Interiör
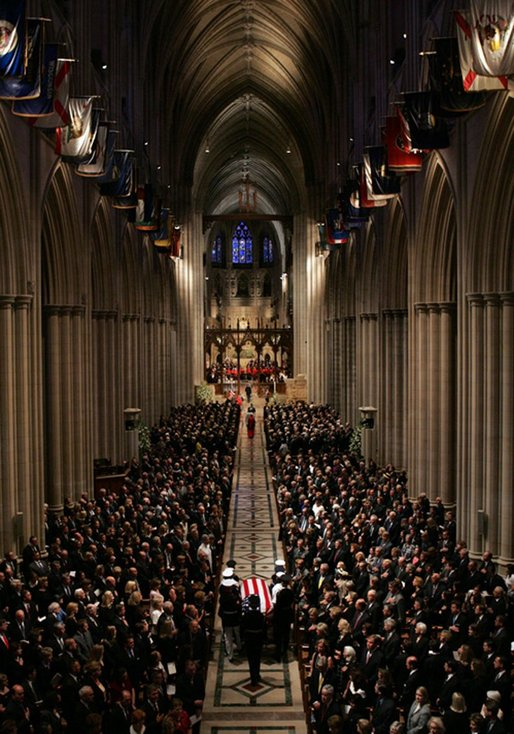
Kyrkan vid statsbegravningen av Ronald Reagan 2004
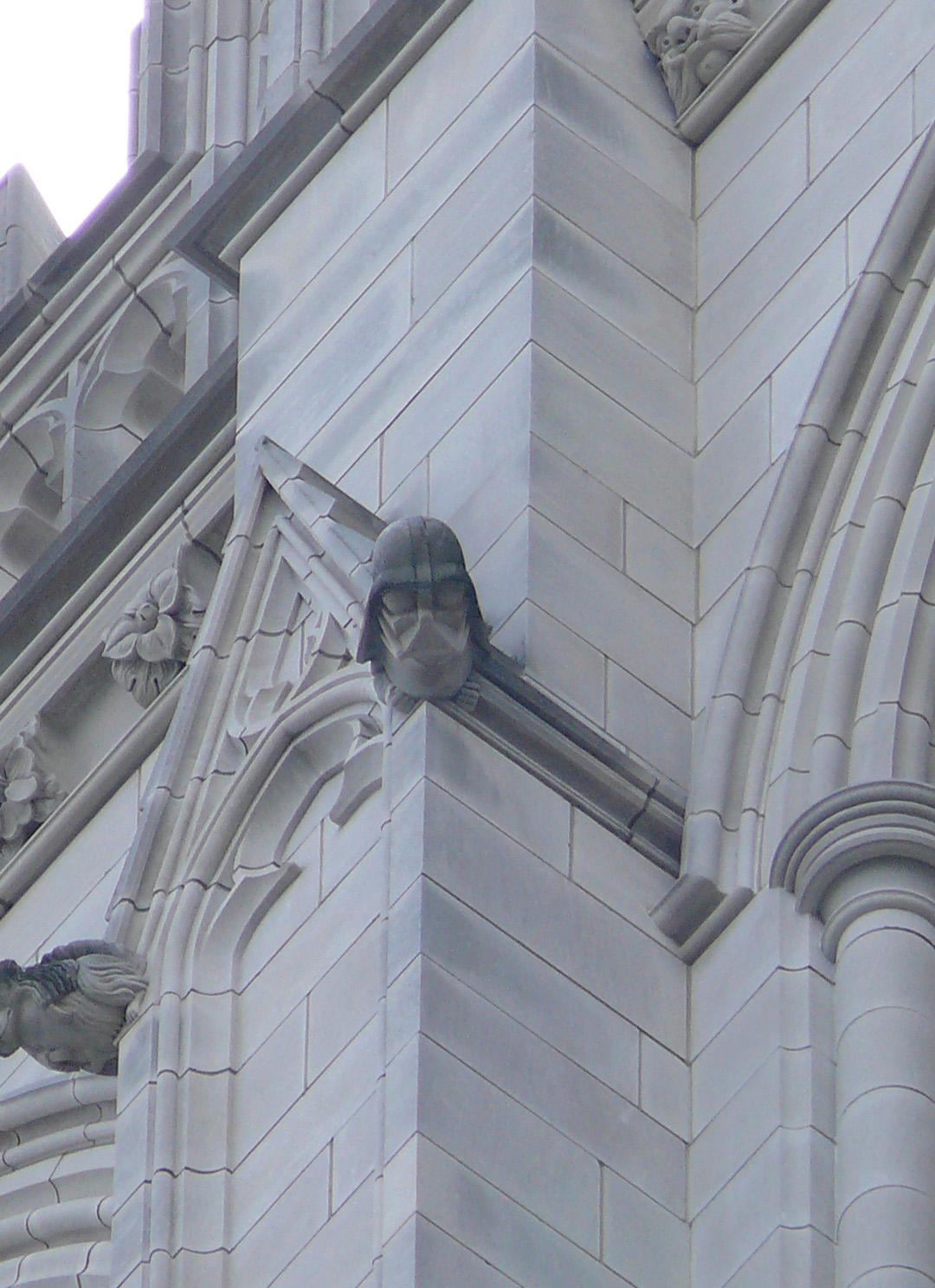
Darth Vader-grotesk
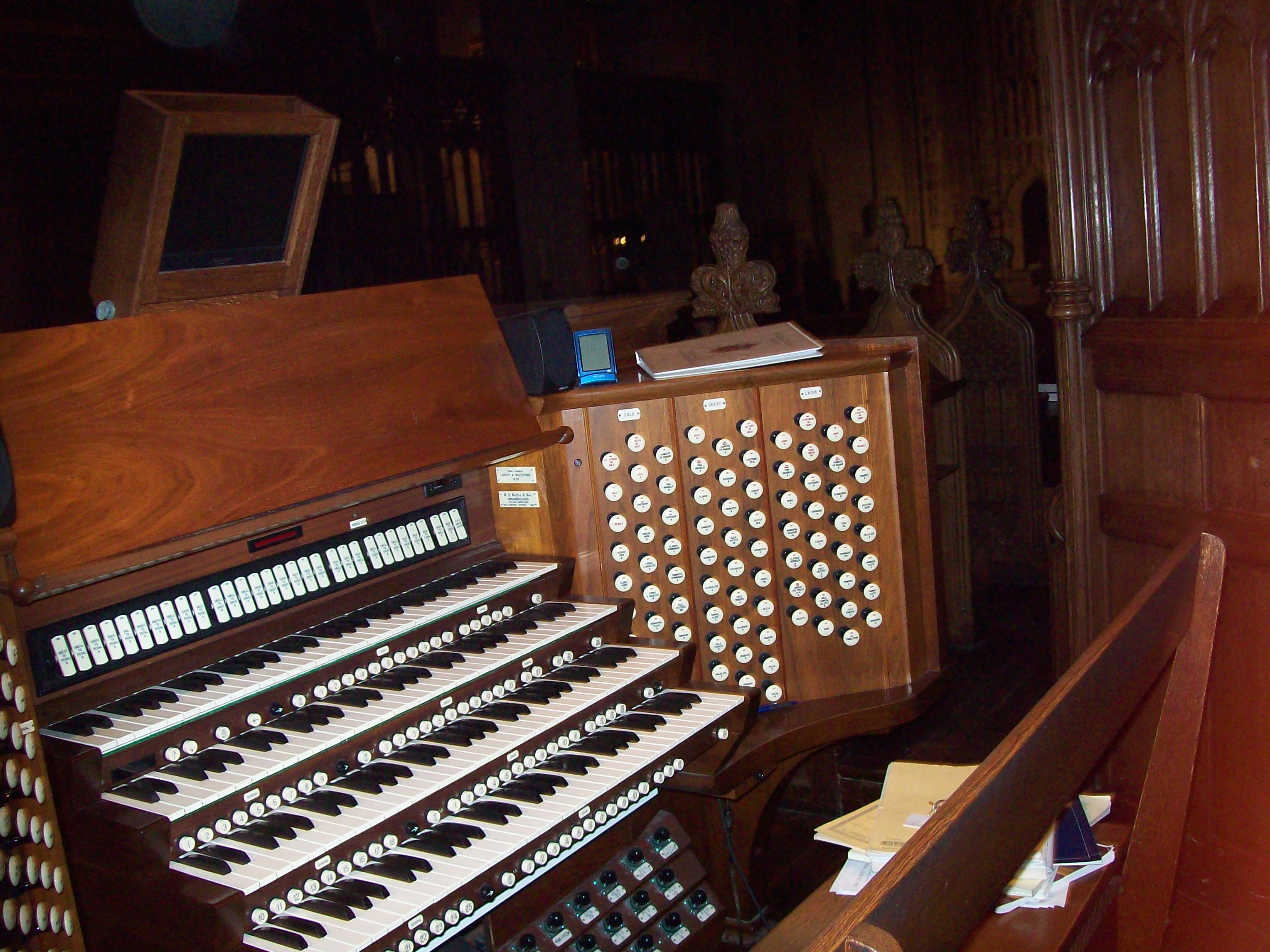
Orgeln med 10 000 pipor
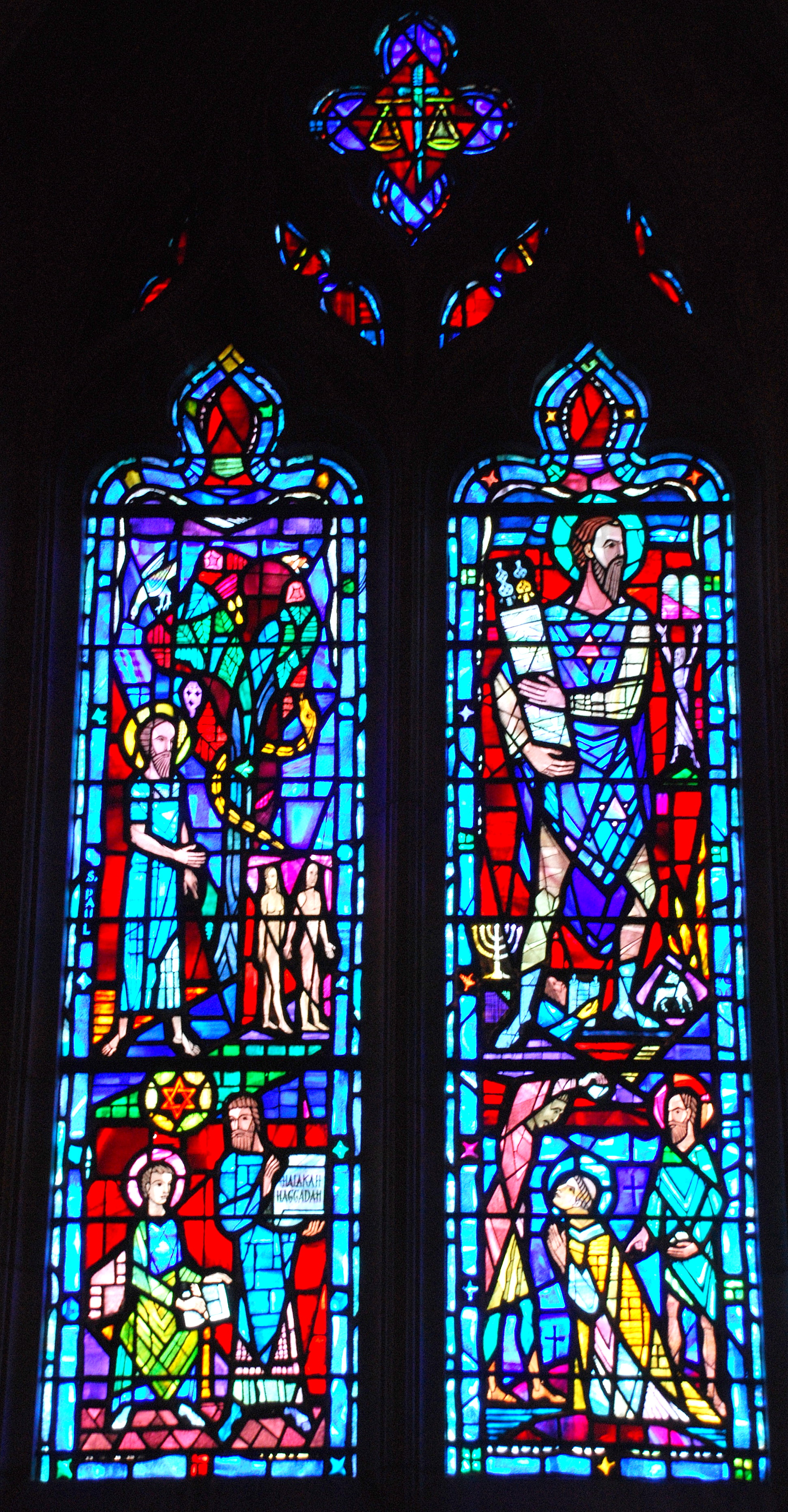
Glasmålning
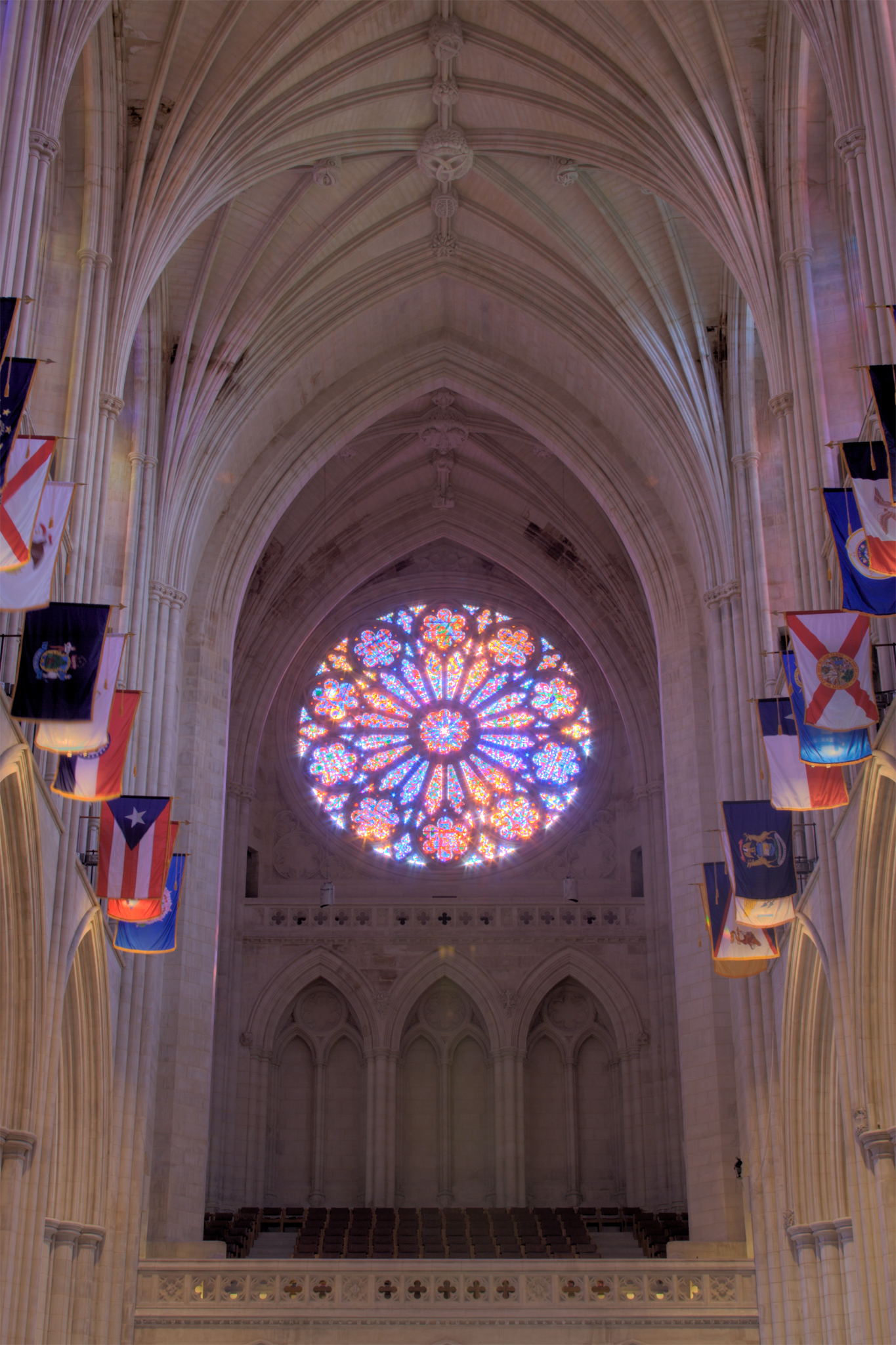
Rosettfönster och delstatsflaggor